# VMware Workstation
VMware Workstation — программное обеспечение виртуализации, предназначенное для компьютеров x86-64 операционных систем Microsoft Windows и Linux. Позволяет пользователю установить одну или более виртуальных машин на один физический компьютер и запускать их параллельно с ним. Каждая виртуальная машина может выполнять свою операционную систему, включая Microsoft Windows, Linux, BSD, и MS-DOS. VMware Workstation разработана и продается компанией VMware, подразделением EMC Corporation.
VMware Workstation поддерживает мосты с сетевым адаптером реального компьютера, а также создание общих папок с виртуальной машиной. Программа может монтировать реальные CD или DVD диски или ISO образы в виртуальные оптические приводы, при этом виртуальная машина будет считать, что приводы настоящие. Виртуальные жесткие диски хранятся в файлах .vmdk.
VMware Workstation в любой момент может сохранить текущее состояние виртуальной машины (снимок). Данные снимки позже могут быть восстановлены, что возвращает виртуальную машину в сохраненное состояние.
VMware Workstation включает в себя возможность объединять несколько виртуальных машин в группу, которую можно включать, выключать, приостанавливать или возобновлять как единый объект, что является полезным для тестирования технологий клиент-сервер.
Также доступен VMware Player — урезанный пакет виртуализации. Данный пакет бесплатен для некоммерческого использования и свободен в распространении.